# Форсберг, Моника
Моника Ивонн Форсберг (швед. Monika Forsberg; 14 сентября 1950, Карлскуга, Швеция) — шведская поп-певица, поэт-песенник, актриса.
Режиссёр и продюсер дубляжа.

## Биография
Участница группы Ritz, в составе которой выступала на шведском музыкальном конкурсе Melodifestivalen в 1983 году (заняла 4 место с песней «Marionett») и в 1985 году (с песней «Nu har det hänt igen»).
Как автор песен, дважды становилась победителем Melodifestivalen в 1982 году с песней «Dag efter dag» («День за днем») с группой Chips и в 1983 году с песней «Främling» с певицей Каролой.
Выступала, как поп-певица в стиле «дансбенд», рок-музыкант. Автор текстов ряда шлягеров.
в том числе:
- 100 % (Lotta Engberg & Triple & Touch-låt)
- Christmas in New York
- Dag efter dag
- Det brinner ett ljus
- En liten fågel
- En stjärna högt i det blå
- Främling
- Guenerina
- Hakuna matata
- Juliette & Jonathan
- Nu är jag tillbaks igen
- Om du går nu
- Schack och matt
- Var nöjd med allt som livet ger

С конца 1980-х и до начала 2000-х годов была режиссёром и продюсером, занималась дублированием фильмов и озвучиванием мультфильмов студии Walt Disney Pictures. Различные персонажи в «The Muppet Christmas Carol» говорят её голосом. Озвучивала Урсулу Стэнхоуп в «Джордже из джунглей», где была режиссёром и продюсером дубляжа. Работала креативным менеджером, продюсером, режиссёром дублирования, переводчиком песен и исполнила несколько второстепенных голосовых ролей в фильме «101 далматинец».
Замужем за Хассе Андерссоном (род. 1948), певцом и поэтом-песенником.

## Избранная дискография
- En sång som rört vid hjärtat,
- Hasse & Monicas bästa vol 2

## Избранная фильмография
- 1984 — Скала Фрэгглов — Моки
- 1985 — Вуззлы — Бьёрил
- 1985 — Приключения мишек Гамми — Бомбо
- 1985 — Астерикс против Цезаря — Лиллфикс
- 1987 — Утиные истории
- 1989 — Чип и Дейл спешат на помощь — Чип
- 1989 — Бабар — Селеста
- 1990 — Джем и Голограммы — Джем/Джерика
- 1991 — Новые приключения Винни-Пуха — Кенгу
- 1991 — Чёрный Плащ
- 1991 — Черепашки-ниндзя
- 1992 — Чудеса на виражах — Ребекка Каннингем
- 1995 — Король Лев
- 1994—1995 — Аладдин
- 1996 — Горбун из Нотр-Дама
- 1997 — Геркулес
- 1998 — Мулан
- 1999 — Тарзан